# 2749 Walterhorn
2749 Walterhorn је астероид главног астероидног појаса чија средња удаљеност од Сунца износи 3,176 астрономских јединица (АЈ).
Апсолутна магнитуда астероида је 12,1.